# サンダーフォックス
『サンダーフォックス』 (Thunder Fox) は、1990年にタイトーから稼働されたアーケード用アクションシューティングゲームである。
主人公の「サンダー」、「フォックス」を操作し、テロリスト組織を壊滅させるのが目的となっている。
1991年にメガドライブに移植された他、アーケード版は北米および欧州では『Taito Legends』（2005年）、日本では『タイトーメモリーズII 下巻』（2007年）や『タイトーマイルストーン3』（2024年）に収録された。

## ゲーム内容

### システム
8方向レバー、3ボタン（攻撃、ジャンプ、アイテム）でプレイヤーを操作し、テロリストの基地を目指すことが目的。全5ステージ＆残数＋ライフ制。

### アイテム
火炎放射器
アイテムボタンを押している間火炎で攻撃。射程は通常より長い。
手榴弾
放物線を描く形で手榴弾を投擲する。
ハンドガン
遠距離からも攻撃できる。
マシンガン
ハンドガンと性能が似ているが、連射が可能。
バズーカ
当たると爆発し、周囲の敵にダメージ。
火炎放射器・マシンガン・バズーカを持っている状態では、攻撃ボタンの攻撃は武器で殴る攻撃になる。バズーカの場合は、若干ナイフより攻撃力が高い。

### 乗り物
ジープ
ステージ1、5に登場する乗り物。
ジャイロ
ステージ2のみ登場する。
マリンジェット
ステージ3のみ登場するが、海上しか乗れない。

### ボーナス
- アイテムボーナス

アイテムを持った状態でステージクリアすると点数が入る。また火炎放射器やバズーカを持った状態でステージクリアすると10万点。
- ノーダメージボーナス

ステージ2，3の前半でノーダメージで進むと5万点＆10万点。また、ゲーム開始からノーダメージを維持しつつステージ2以降の回復アイテムを取ると特別なボーナスを得られる(ステージ2で50万点、ステージ3で60万点、ステージ4で70万点、ステージ5で80万点とどんどんスコアが増えていく)。
- タイマーボーナス

クリア時の残りタイマー×1500点

### ミスの条件
- ライフが0
- タイムオーバー
- 2面でドアが開いた状態でドアに近づくもしくは画面下に落ちる

## 移植版
| No. | タイトル                                   | 発売日                        | 対応機種                      | 開発元                  | 発売元                  | メディア                                | 型式                       | 備考                      |
| --- | ------------------------------------------ | ----------------------------- | ----------------------------- | ----------------------- | ----------------------- | --------------------------------------- | -------------------------- | ------------------------- |
| 1   | サンダーフォックス                         | 1991年6月26日 1991年          | メガドライブ                  | アイシステム東京        | タイトー                | 8メガビットロムカセット                 | T-11113 11066              |                           |
| 2   | Taito Legends                              | 2005年10月14日 2005年10月25日 | Xbox PlayStation 2 Windows    | タイトー                | Empire Interactive セガ | DVD-ROM                                 | PS2: SLES-53438 SLUS-21122 | アーケード版の移植        |
| 3   | タイトーメモリーズII 下巻                  | 2007年3月29日                 | PlayStation 2                 | タイトー                | タイトー                | DVD-ROM                                 | SLPM-66713                 | アーケード版の移植        |
| 4   | タイトーメモリーズII 下巻 エターナルヒッツ | 2008年6月26日                 | PlayStation 2                 | タイトー                | タイトー                | DVD-ROM                                 | SLPM-55018                 | 廉価版 アーケード版の移植 |
| 5   | タイトーマイルストーン3                    | 2024年11月28日                | Nintendo Switch               | ハムスター              | タイトー                | ゲームカード ダウンロード               |                            | アーケード版の移植        |
| 6   | サンダーフォックス                         | 2025年1月30日                 | PlayStation 4 Nintendo Switch | ハムスター （移植担当） | ハムスター              | ダウンロード （アーケードアーカイブス） |                            | アーケード版の移植        |

メガドライブ版
- 一人プレイ専用になっている。BGMのテンポが全体を通してアーケード版よりスローテンポで、かつ画面スクロールのスピードがアーケード版の半分くらいのスピードである。更に、一部ステージのボスが変更になっている他、2面冒頭のシューティング要素・3面冒頭の水上バイクでのアクションなどがカットされ、かなりスケールダウンした移植となっている。

PlayStation 2版（『タイトーメモリーズⅡ下巻』に収録）
- 基本的にアーケード版をエミュレーションして再現したものとなっている。

アーケードアーカイブス版
「こだわり設定」にて一部ステージでのスクロールのずれを調整する事ができる。

## 開発
- 当初の仮タイトルは「寝屋川シューティング」や「HELL MISSION」が用いられた。寝屋川という名の通り、本作はタイトーの大阪研究所開発作品である[6]。
- 本作はタイトーF2システム用のソフトであるが、それとは別に専用基板（1枚基板）[7]としても稼働されている。ゲームの内容は全く変わらない。
- ゲーム音楽の分野で活動する古川典裕は、ゲーム保存文化研究所に寄せた記事の中で、本作がKARU（海野和子）が初めて手掛けた音楽だとしつつも、クォリティが高い曲を次々と生み出す様子に圧倒されたと振り返っている[8]。

## スタッフ
アーケード版
- ゲーム・デザイナー：KEPPEL MAEKAWA（前川浩之）
- クリエイター：WOLF KATO、OKI、VAN VAN、CZ-601、NATANI、MIZUSHIMA-YA.MII、FZR-MOM
- キャラクター：河本憲孝、西川禎一、もりもとみなこ、はざまけんじ、おまえこうじ、やまだたかし、川岸誠治
- デザイン：NAGAI
- ハードウェア・デザイン：T.NAKAMURA
- TEAM ZUNTATA
  - サウンド・ディレクター：OGR（小倉久佳）
  - ミュージック・コンポーザー：KARU（海野和子）
  - S.Eエディター：POCHI（大縫一行）
- スペシャル・サンクス：TYRANT-MAC

メガドライブ版
- グラフィック・デザイン：鈴木雅幸、M.OTSUKA、Y.KADOWAKI
- プログラム：DAIKOKU HISAYA、KAWATARO、HYPER GEN、UTAN NABE、PURUPURU
- サウンド：ZUNTATA
- ゲーム・デザイン：さとうよういち

## 評価
メガドライブ版
- ゲーム誌『ファミコン通信』の「クロスレビュー」では合計20点（満40点）となっている[9]。

- ゲーム誌『メガドライブFAN』の読者投票による「ゲーム通信簿」での評価は以下の通りとなっており、13.90点（満30点）となっている[1]。

| 項目 | キャラクタ | 音楽 | 操作性 | 熱中度 | お買得度 | オリジナリティ | 総合  |
| 得点 | 2.53       | 2.56 | 2.33   | 2.31   | 1.92     | 2.25           | 13.90 |

- ゲーム本『メガドライブ大全』（2004年、太田出版）では、「移植にあたって2人同時プレイや乗り物といった要素が消え、上半身裸の野郎がナイフを持って敵陣に突っ込むだけのゲームになってしまった。どことなく『ニンジャウォーリアーズ』風なのも謎」とアーケード版よりスケールダウンした箇所について否定的な評価を下している[10]。